# Katastrofa lotu Interflug 1107
Katastrofa lotu Interflug 1107 – wypadek lotniczy, która wydarzył się 1 września 1975 roku. Samolot Tu-134 linii Interflug rozbił się nieopodal portu lotniczego Lipsk/Halle. Zginęło 27 z 34 osób na pokładzie.

## Przebieg wypadku
Samolot podchodził do lądowania według instrukcji kontrolera lotów używającego radaru precyzyjnego podejścia. Jednak kiedy Tupolew znajdował się na wysokości ok. 3200 metrów, kontroler przestał zwracać uwagę na lot 1107. W wyniku tego samolot zszedł poniżej minimalnej bezwzględnej wysokości zniżania, zawadził skrzydłem o maszt radiowy markera środkowego około 2-3 metrów od jego podstawy i uderzył w ziemię. Sąd dopatrzył się winy pilotów oraz kontrolera ruchu lotniczego. W katastrofie zginęło 27 osób - 24 pasażerów i 3 członków załogi. 
Kapitana skazano na 5 lat więzienia, a innych członków załogi oraz kontrolera na 3 lata.